# Kumla pastorat
Kumla pastorat är ett pastorat inom Svenska kyrkan i Södra Närkes kontrakt av Strängnäs stift. Pastoratet har pastoratskoden 041104 och ligger i Kumla kommun. Pastoratet omfattar sedan 1991 följande församlingar:
- Ekeby församling
- Hardemo församling
- Kumla församling